# 尹庄乡
尹庄乡，是中华人民共和国河北省唐山市迁西县下辖的一个乡镇级行政单位。

## 行政区划
尹庄乡下辖以下地区：
偏崔子村、高峪村、高台子村、大付庄村、刘台村、刘王坎村、干河草村、房管营村、樊庄村、瓦房峪村、林场村、磨石庵村、马兰峪村、尹庄村、尹山村、东刘庄村、船庄村、新赵庄村、忍子口村、钓鱼崖村、尹家铺村、北山村和洪葛峪村。